# Gashoho
Gashoho è un comune del Burundi situato nella provincia di Muyinga con 66.107 abitanti (censimento 2008).

## Geografia antropica

### Suddivisioni amministrative
Il comune è suddiviso in 27 colline.